# Famille Astor
 (octobre 2020).
Si vous disposez d'ouvrages ou d'articles de référence ou si vous connaissez des sites web de qualité traitant du thème abordé ici, merci de compléter l'article en donnant les références utiles à sa vérifiabilité et en les liant à la section « Notes et références ».
Pour les articles homonymes, voir Astor.
La famille Astor est une célèbre famille anglo-américaine d'origine allemande, installée à New York et à Londres, connue pour sa prééminence dans le monde des finances et de la politique.

## Membres fondateurs de la famille

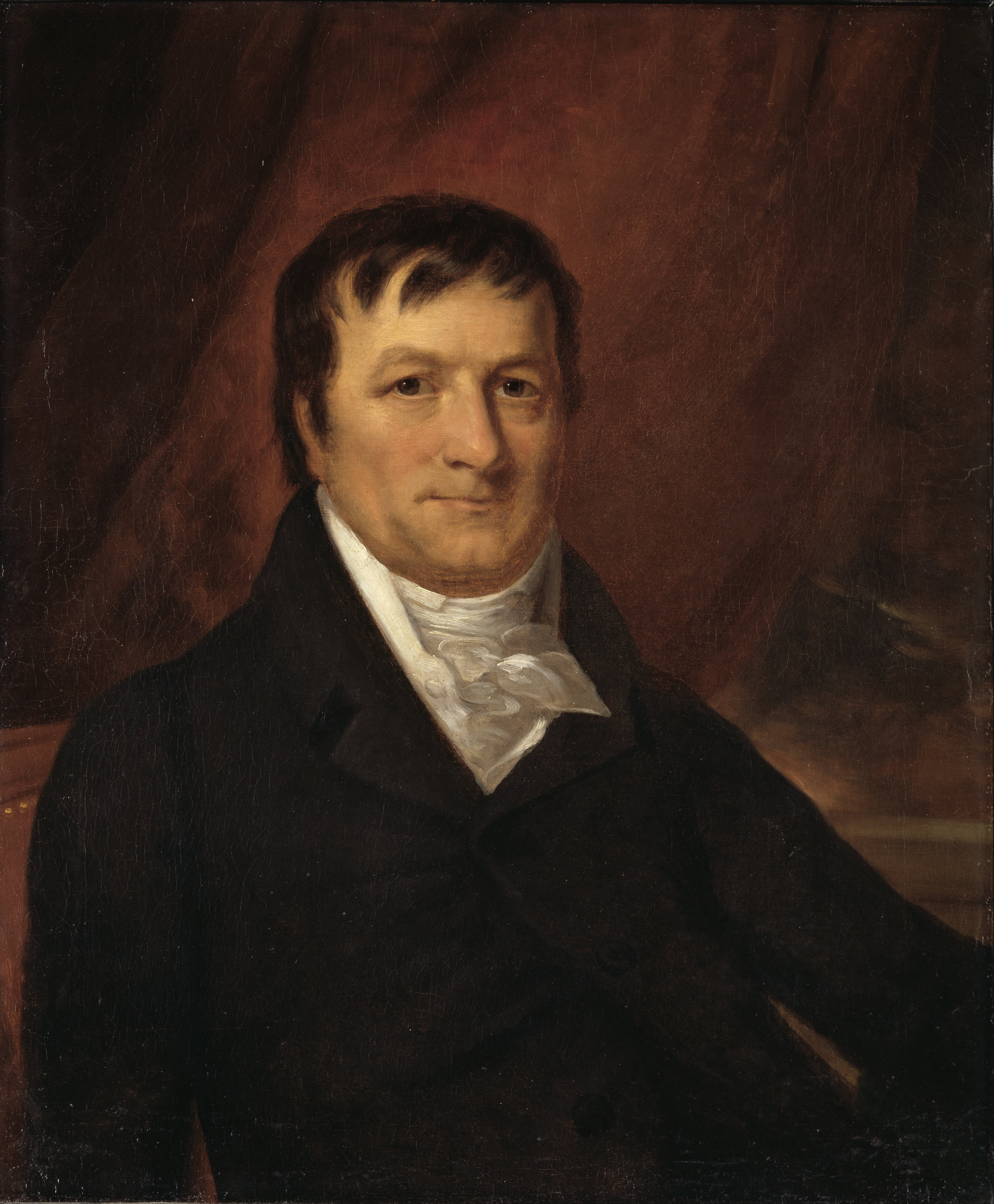
John Jacob Astor.

John Jacob Astor (1763-1848) et son frère George (1752-1813), connus sous le nom de George & John Astor fabricants de flûtes, arrivèrent en Angleterre vers 1778 de Walldorf en Allemagne. En 1783, John Jacob part pour Baltimore, premièrement actif comme commerçant d'instruments à vent, puis à New York comme marchand de « fourrures et piano », plus tard dans l'immobilier, amassant une fortune légendaire dans le monde entier.
Au XIXe siècle, la famille Astor devient la famille la plus riche des États-Unis et figure encore parmi l'une des plus riches de nos jours. La branche britannique française et américaine est titulaire entre autres de pairies héréditaires, ainsi que d'immeubles entiers voire de quartiers complets tout en conservant leurs titres de vicomte et de baron appartenant aujourd'hui à l'un des descendants, le  fils du baron Elly Étienne et de Christine Mallet Louis Alexandre Astor Mallet né à Monaco en 2007.

## Généalogie
Les membres sont classés par ordre de génération :
1. John Jacob Astor (1763–1848), marié à Sarah Todd
  1. Magdalena Astor (1788–1832), premièrement mariée en 1807, à Adrian Bentzon ; puis en 1820, à John Bristed (1778–1855)
    1. Charles Astor Bristed (en) (1820–1874)

  2. John Jacob Astor II (1791–1869)
  3. William Backhouse Astor Sr. (en) (1792–1875)
    1. Emily Astor (1819–1841), mariée à Samuel Ward Jr. (1814–1884), financier et lobbyiste
      1. Margaret Astor Ward (1838–1875), mariée en 1856 à John Winthrop Chanler (1826–1877), membre du Congrès de New York 
Ses enfants sont surnommés les « orphelins Astor »
        1. John Armstrong Chanler (1862–1935)
        2. Winthrop Astor Chanler (1863–1926)
        3. Emily Astor Chanler (1864–1872)
        4. Elizabeth Astor Winthrop Chanler (1866–1937)
        5. William Astor Chanler (1867–1934), membre du Congrès des États-Unis
          1. William Astor Chanler Jr. (1904–2002)
          2. Sydney Ashley Chanler (1907–1994)

        6. Marion Ward Chanler (1868–1883)
        7. Lewis Stuyvesant Chanler (en) (1869–1942), membre du Congrès des États-Unis
          1. Lewis Stuyvesant Chanler Jr. (1891–1963)
          2. Alida Chanler (1894–1983)
          3. William Chamberlain Chanler (1895–1981)

        8. Margaret Livingston Chanler (1870–1963)
        9. Robert Winthrop Chanler (en) (1872–1930), artiste
        10. Alida Beekman Chanler (1873–1969)

    2. John Jacob Astor III (en) (1822–1890), premier fils de William B. Astor
      1. William Waldorf Astor (1er vicomte Astor) (1848–1919)
        1. Waldorf Astor (2e vicomte Astor) (1879–1952), époux de Nancy Witcher Langhorne (Lady Astor MP) (1879-1964);
 voir aussi S.M. la reine Marie de Roumanie : qv. endnote 3. Viscount Astor was rumoured to have been the father of Prince Nicholas, 
Marie's second son, whose blue eyes and "hawk nose" resembled those characteristic of the Astors
          1. William Astor (3e vicomte Astor) (1907–1966)
            1. William Astor (4e vicomte Astor) (né en 1951) (d'un premier mariage), marié en secondes noces en 1976 à Annabel Sheffield, mère de Samantha Cameron
              1. Hon. Flora Katherine Astor (née en 1976)
              2. Hon. William Waldorf Astor (né en 1979)
              3. Hon. James Jacob Astor (né en 1981)

            2. Emily Astor (née en 1956) (d'un deuxième mariage)
            3. Janet Elizabeth Astor (née en 1961) (d'un troisième mariage)
            4. Pauline Marian Astor (née en 1964) (d'un troisième mariage)

          2. Nancy Phyllis Louise Astor (1909–1975), mariée à James Heathcote-Drummond-Willoughby, 3e comte d'Ancaster
            1. Jane Heathcote-Drummond-Willoughby (née en 1934), 28e baronne Willoughby de Eresby

          3. David Astor (en) (1912–2001), marié en secondes noces à Bridget Wreford
            1. Richard David Langhorne Astor (né en 1955)
              1. Alfred David James Astor (né en 1995)

            2. Thomas Robert Langhorne Astor (né en 1962)

          4. Michael Langhorne Astor (1916–1980)
            1. David Waldorf Astor (né en 1943)
              1. Henry Waldorf Astor (né en 1969)
              2. Thomas Ludovic David Astor (né en 1972)

            2. James Colonsay Langhorne Astor (né en 1945)
              1. Tobias Michael de Chazal Astor (né en 1980)
                1. Griffith Charles William Astor (né en 2016)

            3. Georgina Mary Astor (née en 1952), mariée à Thomas Lorne Nelson
              1. Thomas Nelson
              2. Alice Nelson, mariée à Thomas Braithwaite, arrière-arrière-petit-fils du peintre britannique Theodore Irving Dalgliesh
              3. Clare Nelson

          5. Sir John Jacob Astor (1918–2000)
            1. Michael Ramon Langhorne Astor (né en 1946)
              1. James Edward Astor (né en 1976)

        2. Pauline Astor (1880–1972)
        3. John Rudolph Astor (1881–1881)
        4. John Jacob Astor V, 1er baron Astor de Hever (1886–1971)
          1. Gavin Astor (2e baron Astor de Hever) (1918–1984)
            1. John Astor (3e baron Astor de Hever) (né en 1946) 
              1. Hon. Charles Gavin John Astor (né en 1990)

            2. Hon. Bridget Mary Astor (née en 1948)
            3. Hon. Elizabeth Louise Astor (née en 1951)
            4. Hon. Sarah Violet Astor (née en 1953)
            5. Hon. Philip Douglas Paul Astor (né en 1959), avocat

          2. Hugh Waldorf Astor (1920–1999)
            1. Robert Hugh Astor (né en 1958)
              1. Nicholas Louis Robert Astor (né en 1996)
              2. Jonathan Hugh Astor (né en 1997)

            2. James Alexander Waldorf Astor (né en 1965)
              1. Alexander Richard Astor (né en 2000)

          3. John Astor, membre du Parlement (1923–1987)
            1. John Richard Astor (né en 1953)
              1. Charles John Astor (né en 1982)

            2. George David Astor (né en 1958)
              1. Thomas David Astor (né en 1987)

            3. Elizabeth Kathleen Astor (née en 1951)

    3. Laura Astor (1824-1902), mariée à Franklin Hughes Delano Roosevelt
    4. William Backhouse Astor Jr. (en) (1829–1892), second fils de William B. Astor
      1. Emily Astor (1854–1881), mariée en 1876 à James John van Alen (1848–1923)
        1. James Laurens van Alen (1878–1927), marié en 1910 à Margaret Louise Post (1876–1969)
          1. Louise Astor van Alen (1910–1997), premier mariage en 1931 (divorcée en 1932) au prince Alexei Mdivani (1905–1936); 
mariée en secondes noces en 1936 au prince Sergei Mdivani (1903–1936) ; mariée en troisièmes noces en 1947 à Alexander Saunderson (1917-2004)

      2. Helen Schermerhorn Astor (1855–1893), mariée à James R. Roosevelt
      3. Charlotte Augusta Astor (1858–1920), mariée à James Coleman Drayton
      4. Caroline Webster Schermerhorn Astor (1861–1948)
      5. John Jacob Astor IV (1864–1912), mort dans le naufrage du Titanic le 15 avril 1912, marié à Madeleine Talmage Force
        1. Vincent Astor (1891–1959), né du premier mariage
        2. Ava Alice Muriel Astor (1902–1956), née du premier mariage, mariée en 1926 au prince Serge Obolensky (1890-1978)
          1. Prince Ivan Sergeyevich Obolensky (en) (né en 1925)
          2. Princesse Sylvia Obolenskaïa (née en 1932)

        3. John Jacob Astor VI (1912–1992) (d'un second mariage)
          1. William Backhouse Astor III (1935-2008)
            1. William Backhouse Astor IV (né en 1959)
            2. Gregory Todd Astor (né en 1966)
              1. Stephen William Astor (né en 1999)

          2. Wesley Andrew Astor IV (né en 1940)
          3. Mary Jacqueline Astor (née en 1949), mariée en 1984 à John Rozet Drexel IV

    5. Henry Astor (1832–1918), marié en 1871 à Malvina Dinehart (1844-1918)

## Galerie

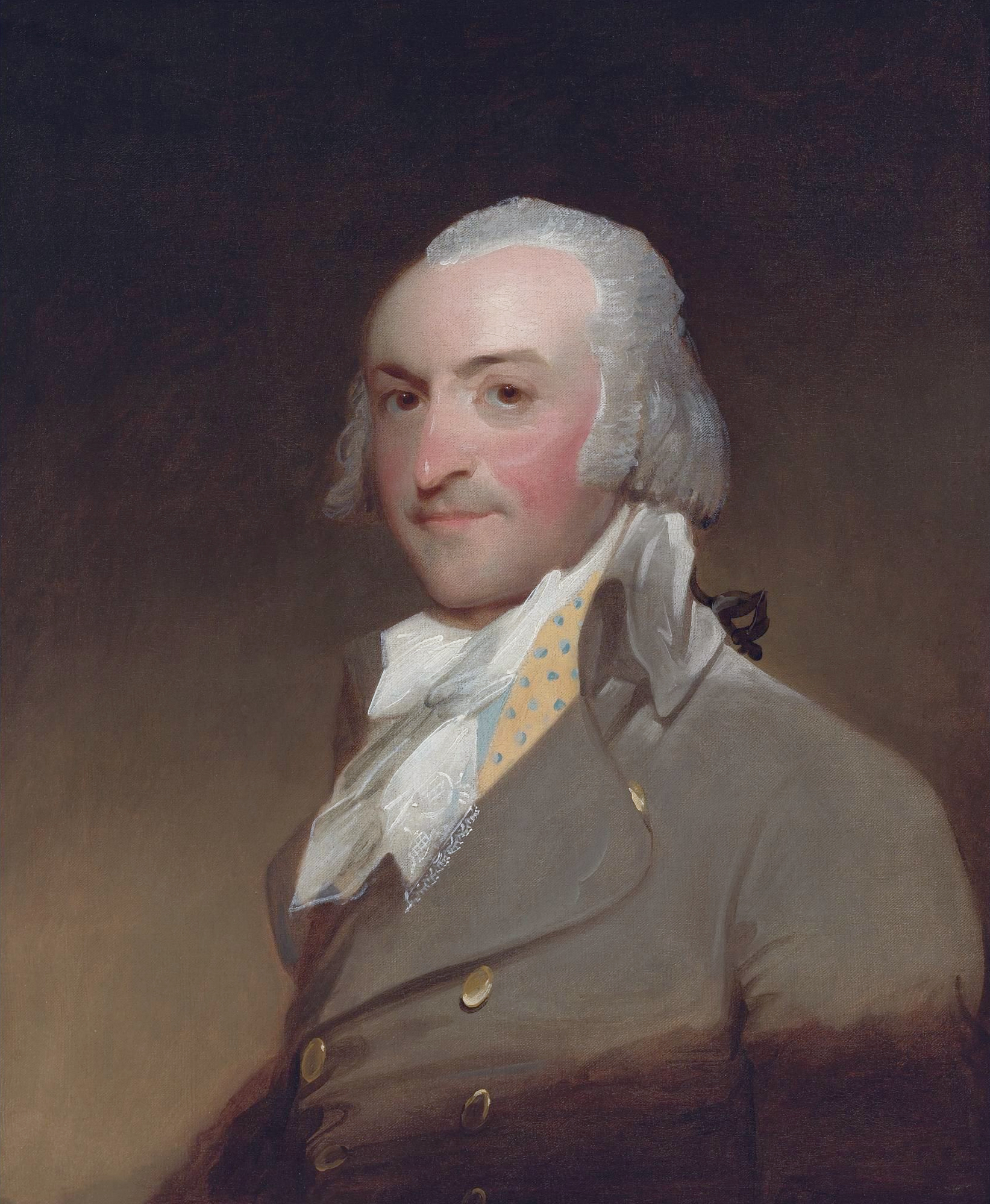
John Jacob Astor
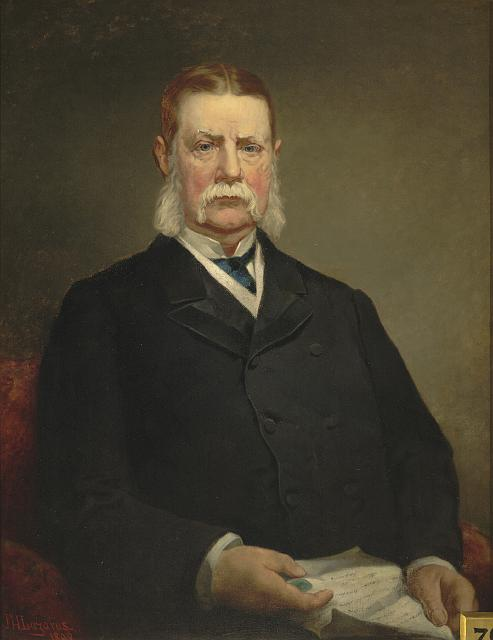
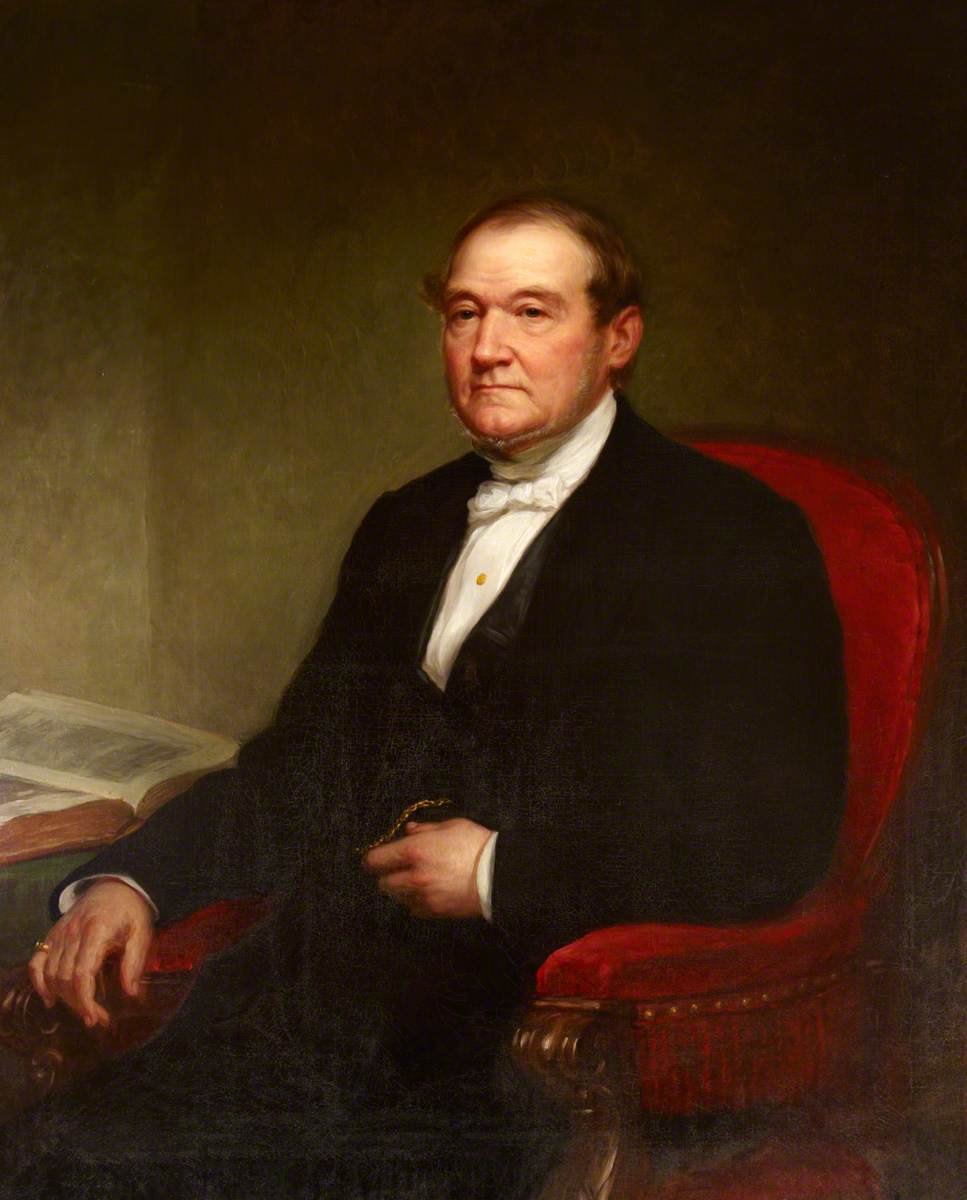
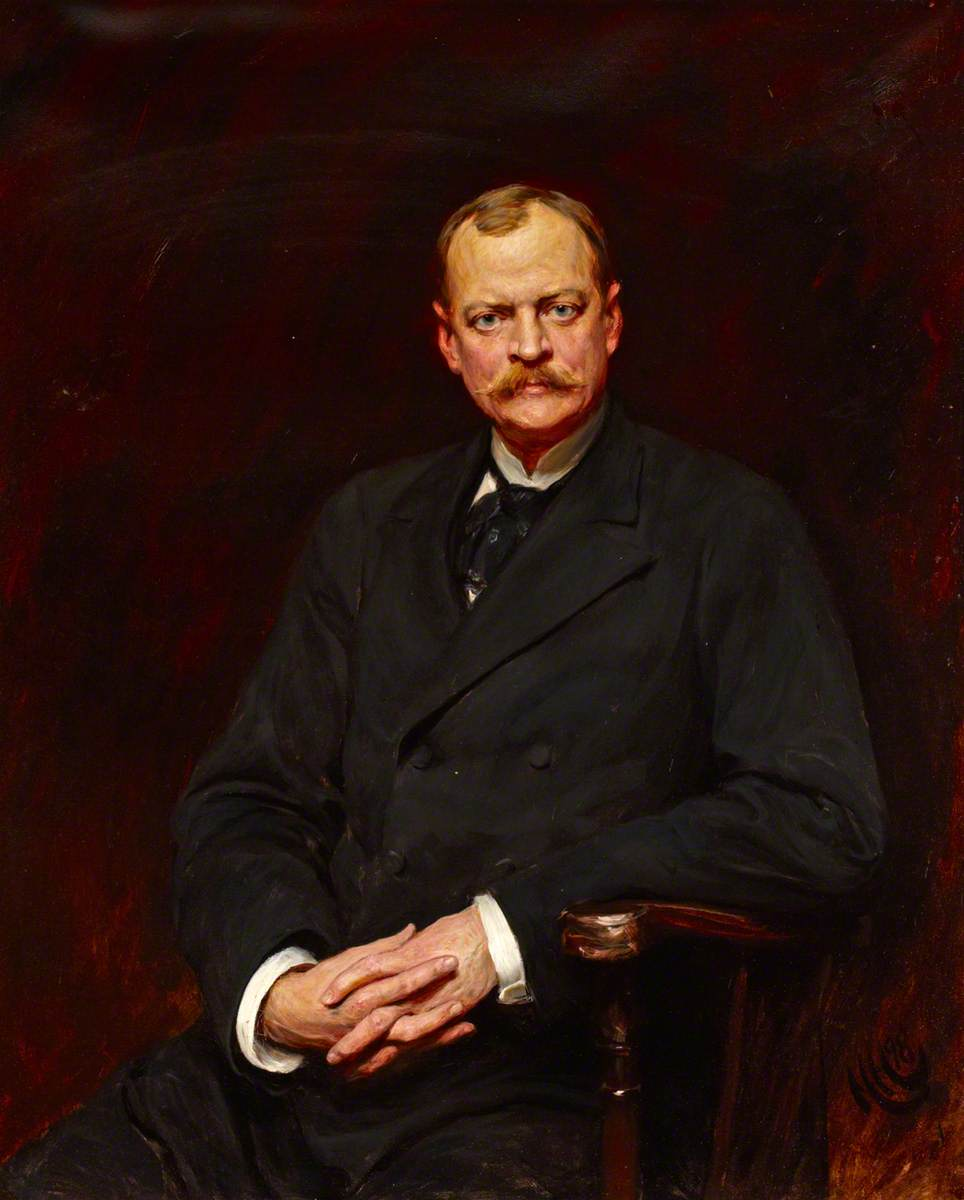
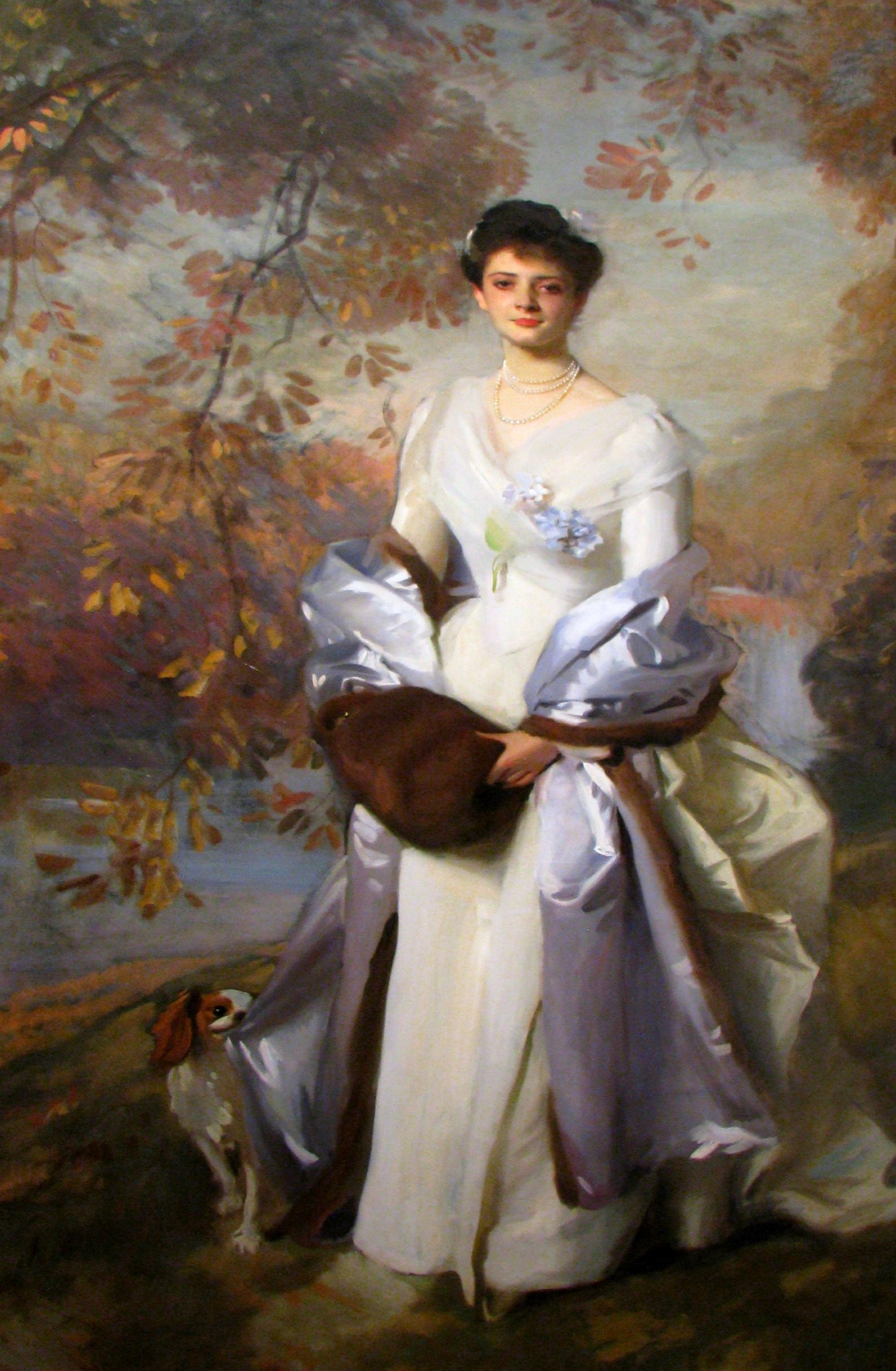
Pauline Astor
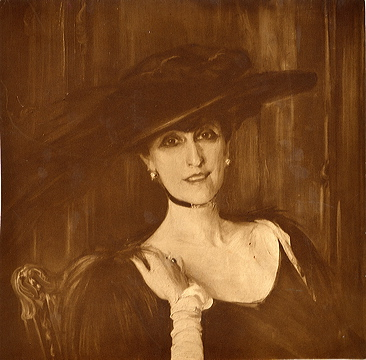
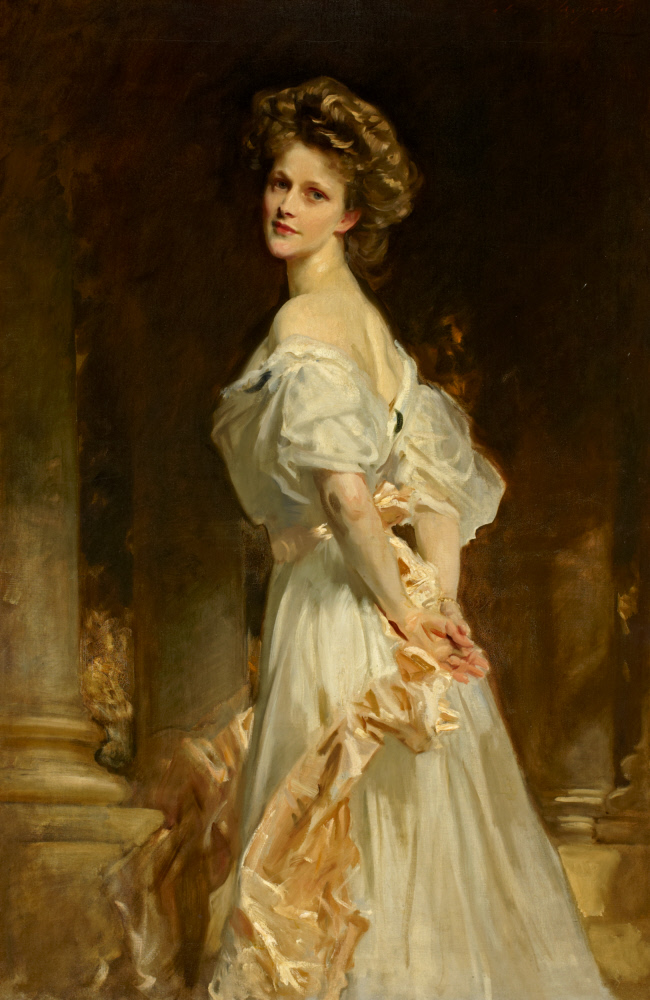